# NHL 11

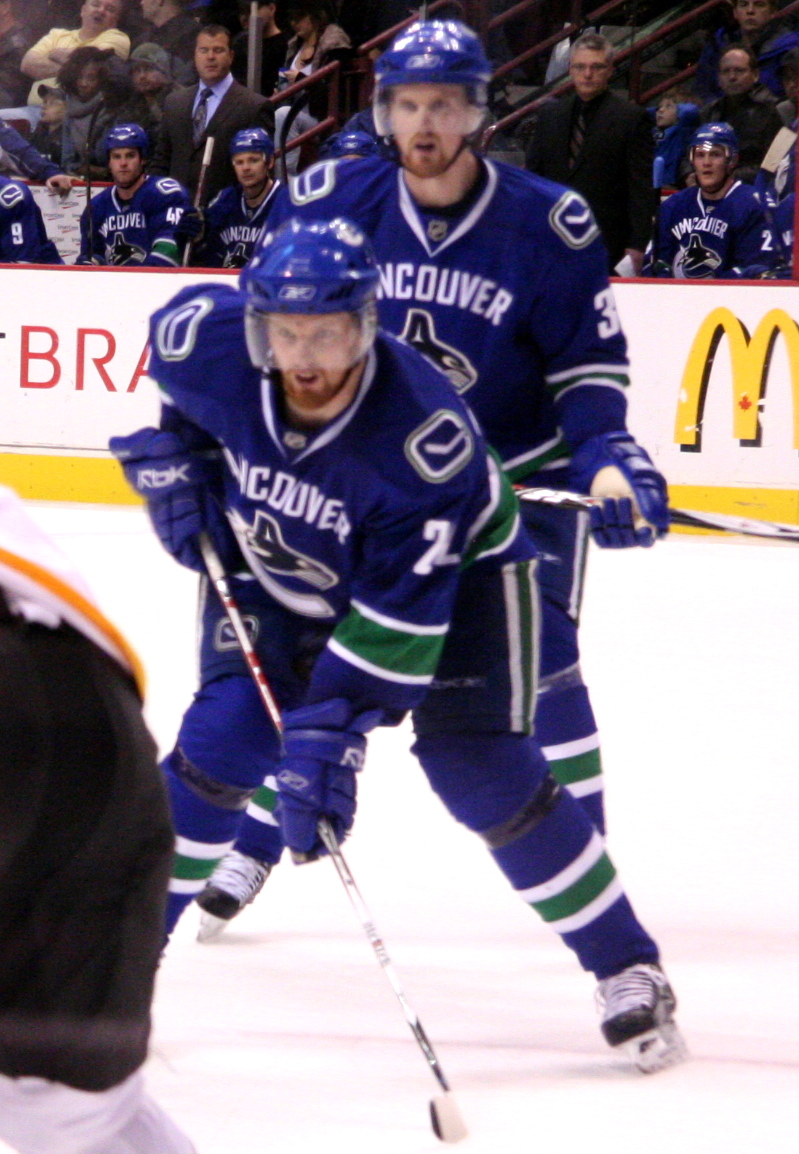
Imagen de un jugador de hockey

NHL 11 es un videojuego de hockey sobre hielo desarrollado por EA Canadá y publicado por EA Sports. Salió a la venta el 7 de septiembre de 2010 en Norteamérica para Xbox 360 y PlayStation 3. Jonathan Toews fue el atleta de portada de la versión norteamericana de la NHL 11, siendo la primera vez que jugadores del mismo equipo eran atletas de portada en años consecutivos (Patrick Kane salió en la portada de la NHL 10).

## Nuevas características
Las nuevas características de NHL 11 incluyen: Palos rotos, nuevas celebraciones de goles, jugar sin palo, todos los golpes son diferentes, nuevo motor basado en la física, un nuevo sistema de cara a cara, nuevo sistema de pases, Hockey Ultimate Team, donde un jugador puede construir un equipo de ensueño a partir de barajas de cartas compradas en el juego, nuevo botón Hustle que es como la ráfaga de velocidad en juegos anteriores y Agentes Libres Restringidos y Sin Restringir en los modos Be a Pro y Be a GM, goles no permitidos, barbas de playoff y los jugadores ahora pueden saltar sobre otros jugadores que están acostados.
NHL 11 también incluyó el CHL (que incluye el QMJHL, el WHL y el OHL), y un par de ligas europeas.

## Otros sitios web
- Sitio web oficial (enlace roto disponible en Internet Archive; véase el historial, la primera versión y la última).

- Datos: Q3129174